# Куприянов, Иван Пантелеевич
Ива́н Пантеле́евич Куприя́нов (19 января 1926, Бутурлиновский район, Центрально-Чернозёмная область — 14 января 2012, Липецк) — газовщик доменного цеха Новолипецкого металлургического комбината, почётный металлург СССР, депутат Липецкого горсовета, Почётный гражданин г. Липецка, Герой Социалистического Труда.

## Биография
Трудовую деятельность начал в колхозе. В 1943—1950 годы служил в пограничных войсках на Дальнем Востоке. После демобилизации начал свою трудовую деятельность на Новолипецком металлургическом заводе. Окончил металлургический техникум. Запускал и налаживал шесть доменных печей, стал газовщиком высшей категории, внёс множество рационализаторских предложений.
Избирался депутатом Липецкого горсовета, председателем Совета ветеранов войны и труда города Липецка.
Являлся последним жившим в Липецке металлургом, удостоенным звания Героя Социалистического Труда.

## Награды и звания
- Герой Социалистического Труда (1971) — за высокие показатели в выполнении восьмой пятилетки[2].
- Медаль «За трудовую доблесть».
- Медаль «В ознаменование 100-летия со дня рождения Владимира Ильича Ленина» (1970).
- Почётный металлург СССР[2].
- Почётный гражданин города Липецка (1983)[2].
- Почётный гражданин Липецкой области (2007).